# Arrondissement de Saverne
L'arrondissement de Saverne est une division administrative française, située dans la circonscription administrative du Bas-Rhin sur le territoire de la collectivité européenne d'Alsace.

## Histoire
Par suite d'une volonté de l'État de réorganiser la carte des arrondissements en voulant prendre en compte les limites des EPCI, l'arrondissement a été redécoupé le 1er janvier 2015 en incluant des communes de l'arrondissement de Strasbourg-Campagne, d'Haguenau et de Molsheim.
À partir de 1995, l'arrondissement est impliqué dans la coopération transfrontalière, en adhérant à l'eurodistrict Pamina.

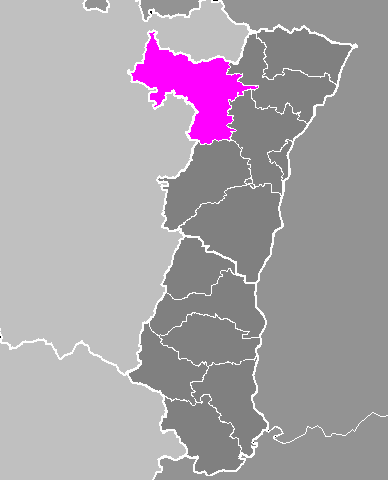
Frontières de l'arrondissement avant 2015.

## Composition

### Composition avant 2015
- canton de Bouxwiller
- canton de Drulingen
- canton de Marmoutier
- canton de La Petite-Pierre
- canton de Sarre-Union
- canton de Saverne

### Découpage cantonal depuis 2015
- canton de Bouxwiller
- canton d'Ingwiller
- canton de Saverne

### Découpage communal depuis 2015
Depuis 2015, le nombre de communes des arrondissements varie chaque année soit du fait du redécoupage cantonal de 2014 qui a conduit à l'ajustement de périmètres de certains arrondissements, soit à la suite de la création de communes nouvelles. Le nombre de communes de l'arrondissement de Saverne est ainsi de 172 en 2015, 165 en 2016, 164 en 2017, 163 en 2018 et 162 en 2019.
Au 1er janvier 2024, l'arrondissement groupe les 162 communes suivantes :
1. Adamswiller
2. Alteckendorf
3. Altenheim
4. Altwiller
5. Asswiller
6. Baerendorf
7. Berg
8. Berstett
9. Bettwiller
10. Bischholtz
11. Bissert
12. Bosselshausen
13. Bossendorf
14. Bouxwiller
15. Burbach
16. Bust
17. Buswiller
18. Butten
19. Dehlingen
20. Dettwiller
21. Diedendorf
22. Diemeringen
23. Dimbsthal
24. Dingsheim
25. Domfessel
26. Dossenheim-Kochersberg
27. Dossenheim-sur-Zinsel
28. Drulingen
29. Duntzenheim
30. Durningen
31. Durstel
32. Eckartswiller
33. Erckartswiller
34. Ernolsheim-lès-Saverne
35. Eschbourg
36. Eschwiller
37. Ettendorf
38. Eywiller
39. Fessenheim-le-Bas
40. Friedolsheim
41. Frohmuhl
42. Furchhausen
43. Furdenheim
44. Geiswiller-Zœbersdorf
45. Gœrlingen
46. Gottenhouse
47. Gottesheim
48. Gougenheim
49. Grassendorf
50. Griesheim-sur-Souffel
51. Gungwiller
52. Haegen
53. Handschuheim
54. Harskirchen
55. Hattmatt
56. Hengwiller
57. Herbitzheim
58. Hinsbourg
59. Hinsingen
60. Hirschland
61. Hochfelden
62. Hohfrankenheim
63. Hurtigheim
64. Ingenheim
65. Ingwiller
66. Issenhausen
67. Ittenheim
68. Keskastel
69. Kienheim
70. Kirrberg
71. Kirrwiller
72. Kleingœft
73. Kuttolsheim
74. Landersheim
75. Lichtenberg
76. Littenheim
77. Lixhausen
78. Lochwiller
79. Lohr
80. Lorentzen
81. Lupstein
82. Mackwiller
83. Maennolsheim
84. Marmoutier
85. Melsheim
86. Menchhoffen
87. Minversheim
88. Monswiller
89. Mulhausen
90. Mutzenhouse
91. Neugartheim-Ittlenheim
92. Neuwiller-lès-Saverne
93. Niedersoultzbach
94. Obermodern-Zutzendorf
95. Obersoultzbach
96. Oermingen
97. Ottersthal
98. Otterswiller
99. Ottwiller
100. Petersbach
101. La Petite-Pierre
102. Pfalzweyer
103. Pfulgriesheim
104. Printzheim
105. Puberg
106. Quatzenheim
107. Ratzwiller
108. Rauwiller
109. Reinhardsmunster
110. Reipertswiller
111. Reutenbourg
112. Rexingen
113. Rimsdorf
114. Ringendorf
115. Rohr
116. Rosteig
117. Saessolsheim
118. Saint-Jean-Saverne
119. Sarre-Union
120. Sarrewerden
121. Saverne
122. Schalkendorf
123. Scherlenheim
124. Schillersdorf
125. Schnersheim
126. Schœnbourg
127. Schopperten
128. Schwenheim
129. Schwindratzheim
130. Siewiller
131. Siltzheim
132. Sommerau
133. Sparsbach
134. Steinbourg
135. Struth
136. Stutzheim-Offenheim
137. Thal-Drulingen
138. Thal-Marmoutier
139. Tieffenbach
140. Truchtersheim
141. Uttwiller
142. Vœllerdingen
143. Volksberg
144. Waldhambach
145. Waldolwisheim
146. Waltenheim-sur-Zorn
147. Weinbourg
148. Weislingen
149. Weiterswiller
150. Westhouse-Marmoutier
151. Weyer
152. Wickersheim-Wilshausen
153. Willgottheim
154. Wilwisheim
155. Wimmenau
156. Wingen-sur-Moder
157. Wingersheim les Quatre Bans
158. Wintzenheim-Kochersberg
159. Wiwersheim
160. Wolfskirchen
161. Wolschheim
162. Zittersheim

## Démographie
En 2022, l'arrondissement comptait 129 260 habitants.
| 1968    | 1975    | 1982    | 1990    | 1999    | 2006   | 2011   | 2016    | 2021    |
| ------- | ------- | ------- | ------- | ------- | ------ | ------ | ------- | ------- |
| 101 522 | 106 447 | 110 554 | 112 882 | 119 324 | 91 771 | 91 771 | 129 095 | 129 666 |

| 2022    | - | - | - | - | - | - | - | - |
| ------- | - | - | - | - | - | - | - | - |
| 129 260 | - | - | - | - | - | - | - | - |

## Administration
Liste des sous-préfets de l'arrondissement
- Philippe Maurice Kolb : 22 mars 1800
- Charles Reiss : 23 avril 1800
- François Joseph Ostermann : 1814 à 1815
- Nicolas Betting de Lancastel : 25 février 1815
- André Sers : 13 avril 1815
- Charles Reiss : 10 mai 1815
- Eustache-Louis-Joseph Toulotte : 15 mai 1815
- Jean-Jacques Guizot : 5 avril 1819
- Charles-Armand de Blair : 6 septembre 1820
- Nicolas Betting de Lancastel : 28 août 1822
- Charles-Armand de Blair : 20 août 1828
- Auguste Brackenhoffer : 14 août 1830
- Théophile Febvrier : 7 août 1833
- Eugène Neveux : 3 août 1841
- Eugène-Étienne-César Anisson du Péron : 1er août 1844
- de Rabiers du Villars : 7 mars 1847
- Charles Gérard : 9 août 1848
- Charles Emmanuel Doll : 30 juillet 1849 au 26 octobre 1851
- Conrad : 1852
- Félix Mertian : 5 mars 1858
- Auguste Guynemer : 25 octobre 1865
- Dusolier : 31 janvier 1870

Première annexion allemande 1870-1918 : Kreisdirektor der Kreis Zabern (créé le 24 janvier 1871)
- - 1871 : von Hörrmann
  - 1872 à 1880 : Gustav von Wulffen
  - 1882 : Albert Halley
  - 1884 à 1892 : Bickel
  - 1895 à 1899 : Heinrich Dieckhoff
  - 1901 à 1904 : Clemm
  - 1907 à 1911 : Alexander von der Goltz
  - 1912 à 1913 : Mahl
  - 1914 à 1917 : Beyerlin

- Anthony : 13 juillet 1919
- Laborie de Larigaldie : 1er juillet 1921
- Ernest Peyromaure-Debord : 6 mars 1925
- Albert Durocher : 1930 à mars 1938
- Jacques Benoist : mars 1938 à 1940

Deuxième annexion allemande 1940-1945 : Kreisleiter der Kreis Zabern
- - Rudolf Lang
  - René (dit Renatus) Schlegel

- Marie-Henri Matter : 23 novembre 1944
- Alfred Graff : 16 juin 1946
- Frédéric Gerst : 16 septembre 1954
- Pierre Dupuy : 1er mars 1957
- Albert Hoffstetter : 21 avril 1962 au 17 janvier 1972
- Charles-Louis Donius : 17 janvier 1972

- Michel Casteigts : 7 juin 1993
- Michel Peraldi : 29 juillet 1996 (installé le 9 septembre 1996)
- Werner Gagneron : 24 octobre 2001 (installé le 12 novembre 2001)
- Patrick Bremener : 19 août 2004 (installé le 30 août 2004)
- Francis Bianchi : 15 septembre 2008 (installé le 13 octobre 2008)